# Соуза Феррейра, Франсиско де
Градина часто путают с другим бразильским футболистом, выступавшим в тот же период под тем же именем
Франсиско де Соуза Феррейра (порт.-браз. Francisco de Souza Ferreira; 15 июня 1908, Васорас — 12 июня 1987, Рио-де-Жанейро), более известный под именем Градин (порт.-браз. Gradim) — бразильский футболист и тренер.

## Карьера
Градин был воспитан крёстной матерью. Он начал играть футбол в клубе «Африкану», затем выступал за «Энженью-ди-Дентру». Профессиональную карьеру Градин начал в 1928 году в клубе «Бонсусессо». Вместе с ним в клубе начал работать тренером Жентил Кардозо, а в атаке играть Леонидас. Клуб в 1931 году забил 58 голов в 20 матчах чемпионата штата, на 10 голов опередив чемпиона «Америку», но занял лишь 7 место. В том же году Градин был вызван в состав сборной Бразилии, за которую провёл 3 матча, один из которых в розыгрыше Кубка Рио-Бранко, в котором национальная команда победила со счётом 2:1. В 1933 году форвард перешёл в состав «Фламенго», где дебютировал 12 марта в матче с «Сан-Кристованом». Во второй игре, 2 апреля с уругвайским «Пеньяролем», Градин забил первые два гола в составе команды, эти голы стали первыми, забитыми «Фламенго» за пределами Бразилии. Всего за клуб он сыграл 5 матчей и забил 3 гола. В том же 1933 году Градин перешёл в «Васко да Гаму». На следующий год клуб стал профессиональной футбольной организацией, а Градин стал первым игроком, забившим первые два гола в этом статусе, когда 1 апреля 1934 года была обыграна «Америка» со счётом 2:1. В том же году «Васко» выиграл титул чемпиона штата. Градин выступал за клуб до 1936 года. Завершил игровую карьеру форвард также в «Бонсусессо».
После завершения карьеры игрока, Градин стал тренером. Он начал работать в молодёжном составе «Бонсусессо». Оттуда он перешёл в молодёжку клуба «Флуминенсе». В 1951 и с 1953 по 1954 год он работал ассистентом главного тренера Зезе Морейры. В 1952 году он трудился главным тренером «Бонсусессо». 10 июня 1951 года он являлся главным тренером команды в одном матче с «Риу-Бранку». В январе 1954 года он стал полноценным главным тренером, заменив того же Морейру. В середине июля Зезе возвратился на пост главного тренера. С 1954 по 1955 год Градин возглавлял молодёжный состав команды, которую в 1955 году привёл к выигрышу молодёжного чемпионата штата. В январе 1955 года он опять стал главным тренером и возглавлял клуб до февраля 1956 года. Всего под его руководством клуб провёл 65 матчей, выиграв 35, 9 сведя вничью и 21 проиграв. Затем он работал ассистентом Мартина Франсиско в «Васко да Гаме», а также возглавлял молодёжный состав клуба. В 1957 году он стал главным тренером команды. В 1958 году он сделал клуб чемпионом штата и победителем турнира Рио — Сан-Паулу. В 1959 году он был главным тренером «Бонсусессо». C 1959 по 1960 год он был тренером олимпийской сборной Бразилии в квалификационном турнире. Но в финальном розыгрыше главным тренером был Висенте Феола. 
С 1961 по 1962 год Градин был главным тренером «Бангу». В 1963 году он возглавил эквадорскую «Барселону», став первым бразильским тренером в этом первенстве. И в 1963 году Градин привёл клуб к выигрышу чемпионата страны. В марте 1966 года он стал главным тренером «Атлетико Минейро». Под его руководством клуб провёл 32 матча, выиграв 19, 8 сведя вничью и 5 проиграв. В 1967 году он был тренером «Кампу Гранди». Трижды, с 1969 по 1970, в 1972 и 1973 году Градин тренировал «Наутико». Также он тренировал «Рио-Негро», «Ферровиарио» и «Санта-Круз» из Ресифи с 1967 по 1969 год, когда сделал команду чемпионом штата Пернамбуку и в 1977 году.

## Международная статистика
| Матчи Градина за сборную Бразилии | Матчи Градина за сборную Бразилии | Матчи Градина за сборную Бразилии | Матчи Градина за сборную Бразилии | Матчи Градина за сборную Бразилии | Матчи Градина за сборную Бразилии | Матчи Градина за сборную Бразилии |
| --------------------------------- | --------------------------------- | --------------------------------- | --------------------------------- | --------------------------------- | --------------------------------- | --------------------------------- |
| №                                 | Дата                              | Место проведения                  | Оппонент                          | Счёт                              | Голы                              | Турнир                            |
| 1                                 | 27 ноября 1932                    | Рио-де-Жанейро                    | Андарай                           | 7:2                               | —                                 | Товарищеский матч                 |
| 2                                 | 4 декабря 1932                    | Монтевидео                        | Уругвай                           | 2:1                               | —                                 | Кубок Рио-Бранко                  |
| 3                                 | 8 декабря 1932                    | Монтевидео                        | Пеньяроль                         | 1:0                               | —                                 | Товарищеский матч                 |
| 4                                 | 11 декабря 1932                   | Монтевидео                        | Насьональ (Монтевидео)            | 2:1                               | 1                                 | Товарищеский матч                 |

## Достижения

### Как игрок
- Обладатель Кубка Рио-Бранко: 1932
- Чемпион штата Рио-де-Жанейро: 1934

### Как тренер
- Чемпион штата Рио-де-Жанейро: 1958
- Победитель турнира Рио — Сан-Паулу: 1958
- Чемпион Эквадора: 1963
- Чемпион штата Пернамбуку: 1969